# 坂田東一

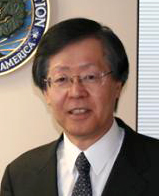
坂田東一

坂田 東一（さかた とういち、1948年〈昭和23年〉11月24日 - ）は、日本の文部科学官僚。文部科学事務次官を経て、2011年から2014年までウクライナ駐箚特命全権大使を務めた。瑞宝重光章受章。大阪府出身。

## 来歴
大阪府立北野高等学校、東京大学工学部卒業、東京大学大学院工学系研究科機械工学専門課程修士課程修了。1974年科学技術庁入庁。科学技術庁科学技術政策局計画課企画官、文部科学大臣官房審議官、独立行政法人理化学研究所理事、文部科学省大臣官房長、文部科学審議官を経て、2009年7月14日から、2010年7月30日まで文部科学事務次官。
退官後、文部科学省顧問を経て、2010年10月1日より社団法人日本原子力産業協会特任フェロー。2011年9月1日より、ウクライナ駐箚特命全権大使兼モルドバ駐箚特命全権大使。2014年2月からロシアのクリミア侵攻がなされ、同年10月30日付で依願退官し、一般社団法人日本原子力産業協会特任フェローに戻った。
2015年6月26日一般財団法人日本宇宙フォーラム理事長に就任。文部科学省科学技術･学術政策研究所シニアフェローや兵庫県参与も歴任。2017年3月、文部科学省天下り問題に関して文書厳重注意相当とされた。
東大ボート部出身。

## 略歴
- 1972年4月　東京大学工学部産業機械工学科卒業
- 1974年3月　東京大学大学院工学研究科機械工学専門課程修士課程修了
- 1974年4月　科学技術庁入庁（計画局計画課）[8]
- 1976年7月　原子力安全局核燃料規制課規制第1係長
- 1977年7月　人事院留学（米国・コーネル大学経営大学院）
- 1979年7月　原子力局政策課総括係長
- 1980年10月　原子力局政策課長補佐
- 1981年7月　原子力局原子力開発機関監理官補佐（原研担当）
- 1984年4月　原子力局調査国際協力課長補佐（国際協力担当）
- 1985年6月　原子力局調査国際協力課調査統計室専門職
- 1985年7月　外務省在アメリカ合衆国日本国大使館一等書記官
- 1989年4月　科学技術庁科学技術政策局計画課企画官
- 1989年6月　科学技術政策局政策課企画官
- 1990年6月　原子力局核燃料課長
- 1993年6月　研究開発局宇宙企画課長
- 1995年7月　理化学研究所参事（放射光研究施設担当）
- 1996年6月　科学技術政策局計画課長
- 1998年6月　原子力局政策課長
- 1999年7月　長官官房総務課長
- 2001年1月　文部科学省大臣官房審議官（研究振興局担当）
- 2003年7月　研究開発局長
- 2005年7月　理化学研究所理事
- 2007年　官房長
- 2008年　文部科学審議官
- 2009年　文部科学事務次官
- 2010年　退官
- 2021年　瑞宝重光章受章[9][10]